# Crassicutis marina
Crassicutis marina är en plattmaskart. Crassicutis marina ingår i släktet Crassicutis och familjen Homalometridae. Inga underarter finns listade i Catalogue of Life.